# Hamburger Serenade
Hamburger Serenade è stato un programma televisivo italiano, trasmesso da Rai 1 dal 26 giugno 1986 per 12 serate.
Diretto da Pupi Avati, fu condotto da Nik Novecento, Beatrice Macola, Alfiero Toppetti e Gianfranco Agus.
Le riprese vennero effettuate al Bandiera gialla, famosa discoteca di Rimini; a sfondo comico, il programma vinse il Premio Totò per il miglior programma comico dell'anno.

## Fonti
- RaiUno archivio 1986, su raiuno.rai.it.